# Triparadiso
Triparadiso (en griego: Τριπαράδεισος) era una población de Líbano cercana al nacimiento del río Orontes.
Fue el lugar donde se pactó el tratado homónimo, en virtud del cual los generales del difunto Alejandro Magno se repartieron su imperio en el 321 a. C. Algunos creen que se corresponde con el moderno Baalbek.